# Walter Schmitz (General)
Walter Schmitz (* 23. September 1934 in Berlin) ist ein deutscher Offizier, zuletzt Generalleutnant der Bundeswehr.

## Leben
Nach dem Abitur 1956 als Abendschüler trat Schmitz in die Bundeswehr ein. Er durchlief die Offizier- und fliegerische Ausbildung. 1957 wurde er zum Leutnant befördert. Er war zunächst Flugtestoffizier und -lehrer (T-33, G91, F-104), Jagdbomberluftfahrzeugführer und Staffeleinsatzoffizier. Danach wurde er Staffelkapitän, stellvertretender Kommandeur und Kommandeur Fliegende Gruppe. Überdies war er Hilfsreferent im Bundesministerium der Verteidigung (BMVg) in Bonn. Schmitz besuchte dann das Air Command and Staff College (ACSC) auf der Maxwell Air Force Base in Montgomery, Alabama. Als Oberst (ab 1975) war er von 1975 bis 1977 Kommodore des Jagdgeschwaders 74 „Mölders“ in Neuburg an der Donau (Phantom F-4F).
1977 wurde er zum Brigadegeneral befördert. Schmitz war von 1977 bis 1980 als General Flugsicherheit für die Untersuchung von Flugunfällen in der Bundeswehr zuständig. Im Anschluss war er Kommandeur des Deutschen Luftwaffenkommandos USA/Kanada in El Paso/Texas. Von 1983 bis 1985 war der Generalmajor Kommandeur der 4. Luftwaffendivision in Aurich. Danach war er Befehlshaber der 4. Alliierten Taktischen Luftflotte in Heidelberg. Von 1987 bis 1989 war er als Generalleutnant Amtschef des Luftwaffenamtes (LwA) in Köln-Wahn. Von 1989 bis 1991 fungierte er als Kommandierender General des Luftflottenkommandos in Köln. Danach trat er außer Dienst.
Er ist katholisch, verheiratet und Vater von zwei Kindern.